# Weran z Vence
Weran(us) z Vence, łac. Veranus, fr. Véran (ur. w Galii, zm. po 474 w Lyonie) – zakonnik, biskup Vence (diecezja Nicei), święty Kościoła katolickiego.

## Życiorys
Był młodszym synem Galli i biskupa Lyonu św. Eucheriusza. Po śmierci matki (lub separacji rodziców), wraz z bratem św. Saloniuszem, został oddany na wychowanie mnichom z monasteru Lérin na wyspie Lérinum (Saint-Honorat, Wyspy Leryńskie). Przebywali tu Hilary i Honorat, późniejsi biskupi Arles i święci. Jako diakon Weran towarzyszył ojcu w 441 roku w pierwszym synodzie w Orange. Św. Eucheriusz zadedykował synowi dzieło Formulae spiritualis intelligentiae ad Veranum.
Weran został biskupem Vence przed 451 rokiem i był nim przynajmniej do 465. Razem z bratem, ówczesnym biskupem Genewy, oraz biskupem Grenoble Cerecjuszem (Cérat) skierował list do papieża Leona I z podziękowaniem za odrzucenie herezji Eutychesa.
Jego wspomnienie liturgiczne obchodzone jest za Martyrologium Rzymskim 11 listopada, w którym początkowo ujęty został błędnie, jako biskup Lyonu. Niektóre źródła podają również 10 września. Dzień pamięci w Vence przypada na 9 września.